# Placea amoena
Placea amoena är en amaryllisväxtart som beskrevs av Rodolfo Amando Philippi. Placea amoena ingår i släktet Placea och familjen amaryllisväxter. Inga underarter finns listade i Catalogue of Life.

## Bildgalleri

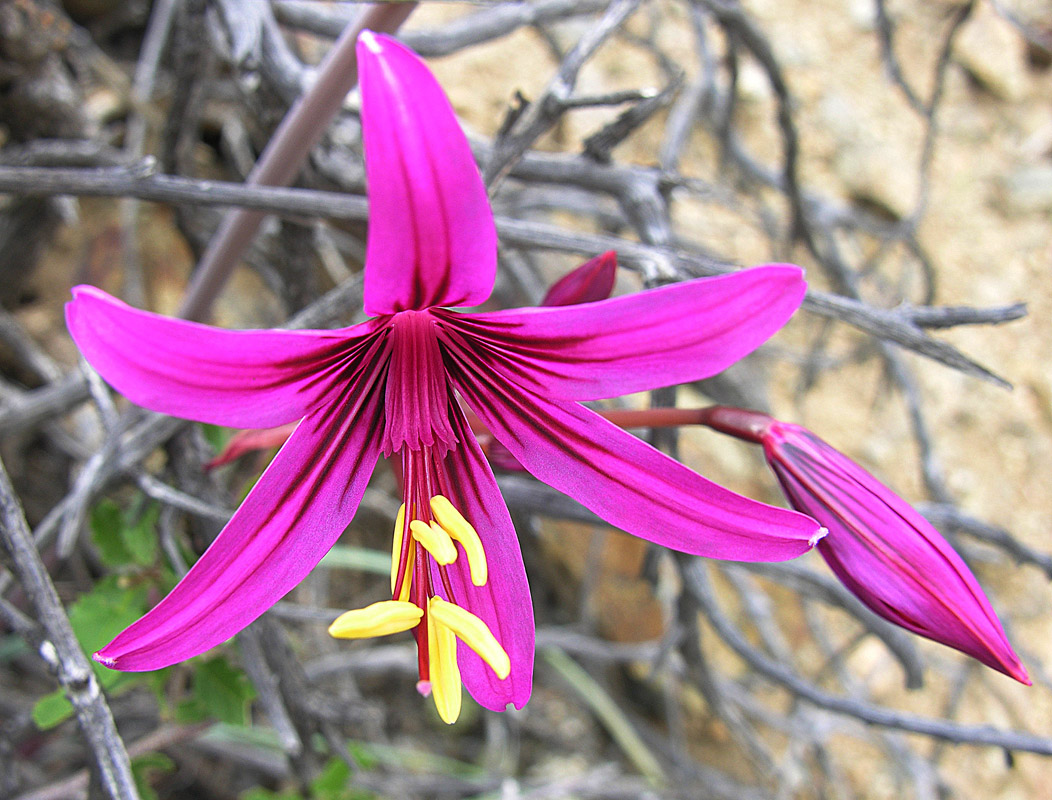